# Ectoderme de superfície
A ectoderma superficial (ou ectoderma externa) forma as seguintes estruturas:
- Pele - apenas epiderme; derme é derivada do mesoderma (junto com glândulas, cabelos e unhas)
- Epitélio da boca e cavidade nasal glândulas salivares e glândulas da boca e cavidade nasal
- Esmalte dentário - mas, a dentina e a polpa dentária são formadas a partir do ectomesênquima, que é derivado do ectoderma (especificamente das células da crista neural e viaja com células mesenquimais)
- Epitélio da hipófise anterior
- Lente, córnea, glândula lacrimal, glândulas tarsais e a conjuntiva do olho
- Cume ectodérmico apical[1] induzindo o desenvolvimento dos brotos dos membros do embrião.
- Neurônios aferentes[2] na epiderme.